# Croix-oratoire de Chaumercenne
La croix-oratoire de Chaumercenne est une croix située à Chaumercenne, en France.

## Localisation
La croix est située sur la commune de Chaumercenne, dans le département français de la Haute-Saône.

## Historique
L'édifice est classé au titre des monuments historiques en 1980.